# انو رود

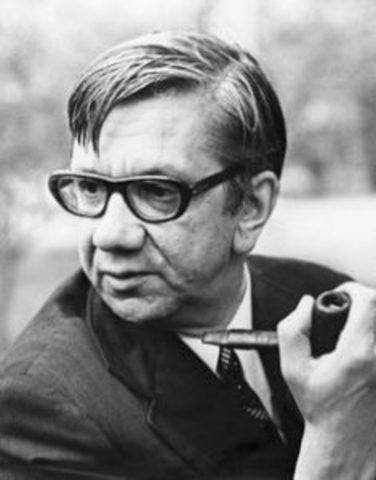
انو رود (نویسنده)

انو رود (استونیایی: Eno Raud; ۱۵ فوریهٔ ۱۹۲۸ – ۱۰ ژوئیهٔ ۱۹۹۶)نویسنده کودکان اهل استونی بود.
وی دانش‌آموخته دانشگاه تارتو در رشته ادبیات و زبان استونیایی بود و از ۱۹۵۲ تا ۱۹۵۶ در کتابخانه ملی استونی، از ۱۹۵۶ تا ۱۹۶۵ در انتشارات دولتی استونی مشغول به کار بود. پس از آن بازنشسته شد و خود را وقف نوشتن کرد. وی در هاپسالو در سن ۶۸ سالگی درگذشت.